# 赤い花 (中森明菜の曲)
「赤い花」（あかいはな）は、日本の歌手中森明菜の楽曲。この楽曲は中森の43枚目のシングルとして、2004年5月12日に歌姫レコーズ（ユニバーサルミュージック内）よりリリースされた (12cmCD：POCE-3600)。

## 背景
「赤い花」は、パク・ヨンハ「初めて出逢った日のように」の異名同曲異歌詞カバー楽曲で、ユニバーサルミュージック内の中森の私設レーベル歌姫レコーズより、CDシングル (12cmCD: POCE-3600)で2004年5月12日にリリースされた第1弾作品である。次作「初めて出逢った日のように」とこの「赤い花」の2曲はメロディは同じだが、歌詞やアレンジ・歌唱法が違っている。「赤い花」は、韓国の音楽プロデューサーキム・ヒョンソク (KIM HYUNG SEOK)の作詞・作曲で、アレンジは前作「Days」に続いて武部聡志が担当し、日本語詞はスタジオ・アルバム『I hope so』での提供に引き続き川江美奈子が担当した。翌2005年2月14日放送のフジテレビ系音楽番組『HEY!HEY!HEY! MUSIC CHAMP』で本曲をテレビ初披露した。

## 歌姫レコーズ
歌姫レコーズは、2004年に設立されたユニバーサル ミュージック ジャパン内の中森自身のプライベート・レーベルである。中森はこのレーベルについて、「ファンと密接にふれあえる場。私が感じたり、考えたことを情報や作品としてストレートに発信できるプラットホーム」と説明している。本作「赤い花」と次作「初めて出逢った日のように」の2作品は歌姫レコーズ単独でリリースされた。2005年12月に発売したシングル「落花流水」以降は、おもにユニバーサルシグマ（2023年以降よりユニバーサル ミュージックの社内レーベルであるポリドールへ移管）から作品が発売されているが、ジャケットには歌姫レコーズのレーベルロゴが記載されている。

## 批評
『CDジャーナル』は「赤い花」について、神秘的な編曲と着実に歌詞を見定めながら向かっていくような圧倒的な歌唱が互いに作用し合っていると指摘し、「緊迫感が漂いながらも余韻が残る楽曲となった。」と批評した。

## チャート成績
この楽曲は、オリコン週間シングルチャートで、最高順位40位を記録した。同チャートには、計4週に渡ってランクインしている。

## 収録曲
| #         | タイトル             | 作詞                                  | 作曲           | 編曲      | 時間  |
| --------- | -------------------- | ------------------------------------- | -------------- | --------- | ----- |
| 1.        | 「赤い花」           | KIM HYUNG SEOK 川江美奈子（日本語詞） | KIM HYUNG SEOK | 武部聡志  | 5:32  |
| 2.        | 「赤い花」(カラオケ) |                                       |                |           | 5:29  |
| 合計時間: | 合計時間:            | 合計時間:                             | 合計時間:      | 合計時間: | 11:01 |

## 収録アルバム
- 『BEST FINGER 25th anniversary selection』[16]
- 『バラード・ベスト 〜25th Anniversary Selection〜』[15]